# Wipe Out (instrumental)
«Wipe Out» tema de surf rock instrumental escrito por Bob Berryhill, Pat Connolly, Jim Fuller y Ron Wilson. El tema fue interpretado y grabado por primera vez por The Surfaris, quienes lo llevaron a la fama internacional con la publicación de su sencillo Surfer Joe/Wipe Out en 1963.
La canción —tanto la versión de The Surfaris como otras— ha sido incluida en más de 20 películas y series de televisión desde 1964, apareciendo al menos una vez por década. Fue escuchada por primera vez en el cortometraje Scorpio Rising de Kenneth Anger, siendo su aparición más reciente en el thriller de 2009 Whiteout, dirigido por Dominic Sena.
El término wipeout hace referencia a una caída desde una tabla de surf, especialmente aquellas más dolorosas.

## Origen
Bob Berryhill, Pat Connolly, Jim Fuller y Ron Wilson escribieron el tema casi sobre la marcha, porque necesitaban uno adecuado como cara B para el sencillo Surfer Joe. A finales de 1962, mientras el grupo se encontraba en el Pal Recording Studio de Cucamonga grabando el single, uno de sus miembros sugirió incluir el sonido emulado de una caída de una tabla de surf. Dicha sugerencia se aceptó añadiendo el sonido de una rotura antes del comienzo de la canción, imitando una tabla de surf que se rompe, al que seguía una voz maníaca balbuceando «ja ja ja ja ja, wipe out». Esa voz es la del mánager de la banda en aquel entonces, Dale Smallin.

## Recepción
El tema permaneció cuatro meses en la lista de la revista estadounidense Billboard durante el otoño de 1963, alcanzando el número 2 solo por detrás de la canción de Stevie Wonder «Fingertips». «Wipe Out» volvió, ya como un éxito, a las listas estadounidenses en 1966, alcanzando el puesto 16 en la de Billboard y el 9 en Cash Box en esta segunda entrada, durante la cual se estima que vendió unas 700 000 copias en los Estados Unidos, a añadir a las más de un millón vendidas anteriormente. Mientras tanto, la cara A del single, «Surfer Joe», interpretada por Ron Wilson, solo logró emisiones a raíz del éxito de «Wipe Out», alcanzando el número 62 durante sus seis semanas en las listas. El energético solo de batería de Ron Wilson en "Wipe Out" (una versión acelerada de su percusión para la banda del instituto Charter Oak) fue tamborileada en las mesas de los cafés de todo el país, ayudando a que se convirtiese en uno de los temas instrumentales más recordados de la época.